# Камбрий
| Камбрий преди 542–488.3 милиона години ПреК К О С Д К П Т Ю К Пг Н |                                                |
| Средно атмосферно съдържание на O2 през периода                    | ca. 12.5 Vol % (63 % от съвр. ниво)            |
| Средно атмосферно съдържание на CO2 през периода                   | ca. 4500 ppm (16 пъти прединдустриалното ниво) |
| Средната температура на повърхността през периода                  | ca. 21 °C (7 °C над съвр. ниво)                |
| Морско равнище (над съвременното)                                  | Покачва се постоянно от 30 m до 90 m           |

| Еон                         | Ера Продължителност    | Период                 | Начало в млн. г. |
| --------------------------- | ---------------------- | ---------------------- | ---------------- |
| Фанерозой                   |                        |                        |                  |
| Неозой 65,5 млн. г.         | Кватернер              | 2,588                  |                  |
| Неозой 65,5 млн. г.         | Неоген                 | 23,03                  |                  |
| Неозой 65,5 млн. г.         | Палеоген               | 65,5                   |                  |
| Мезозой 185,5 млн. г.       | Креда                  | 145,5                  |                  |
| Мезозой 185,5 млн. г.       | Юра                    | 199,6                  |                  |
| Мезозой 185,5 млн. г.       | Триас                  | 251                    |                  |
| Палеозой 291 млн. г.        | Перм                   | 299                    |                  |
| Палеозой 291 млн. г.        | Карбон                 | 359,2                  |                  |
| Палеозой 291 млн. г.        | Девон                  | 416                    |                  |
| Палеозой 291 млн. г.        | Силур                  | 443,7                  |                  |
| Палеозой 291 млн. г.        | Ордовик                | 488,3                  |                  |
| Палеозой 291 млн. г.        | Камбрий                | 542                    |                  |
| Протерозой                  |                        |                        |                  |
| Неопротерозой 458 млн. г.   | Едиакарий              | 630                    |                  |
| Неопротерозой 458 млн. г.   | Криоген                | 850                    |                  |
| Неопротерозой 458 млн. г.   | Тоний                  | 1 000                  |                  |
| Мезопротерозой 600 млн. г.  | Стений                 | 1 200                  |                  |
| Мезопротерозой 600 млн. г.  | Ектасий                | 1 400                  |                  |
| Мезопротерозой 600 млн. г.  | Калимий                | 1 600                  |                  |
| Палеопротерозой 900 млн. г. | Статерий               | 1 800                  |                  |
| Палеопротерозой 900 млн. г. | Орозирий               | 2 050                  |                  |
| Палеопротерозой 900 млн. г. | Рясий                  | 2 300                  |                  |
| Палеопротерозой 900 млн. г. | Сидерий                | 2 500                  |                  |
| Архай                       | Неоархай 300 млн. г.   | Неоархай 300 млн. г.   | 2 800            |
| Архай                       | Мезоархай 400 млн. г.  | Мезоархай 400 млн. г.  | 3 200            |
| Архай                       | Палеоархай 400 млн. г. | Палеоархай 400 млн. г. | 3 600            |
| Архай                       | Еоархай                | Еоархай                | 4 000            |
| Хадей                       | Хадей                  | Хадей                  | 4 540            |

Камбрий (на латински: Cambrium) е първият геоложки период от палеозойската ера.  Неговото начало е преди 542 ± 0.3 милиона години и край преди 488,3 ± 1,7 милиона години (МКС, 2004, карта).

## Историческа справка
Комплексът от скали, отговарящи на камбрийския период, за първи път е бил открит и изследван от английският геолог Адам Седжуик (1785 – 1873) през 1835 г., който наименува периода на старото латинското име на Уелс (Cambria), където скалите са били най-достъпни и установява три серии. Уточненията, направени по-късно от американския геолог Чарлз Уолкот (1850 – 1927), английския геолог Чарлз лапуорт (1842 – 1920) и др., довеждат до съвременните разбирания отделните серии и етажи на камбрия, приети на 4-тия Международен геоложки конгрес през 1888 г.

## Периодизация
Въпреки, че на 4-тия Международен геоложки конгрес през 1888 г. е приета периодизацията на камбрийския период и до сега няма единна международно признато деление на периода на серии и етажи в различните страни. Според най-използваната и популярна периодизация на периода той се подела на 4 серии: тарановий, серия 2, серия 3 и Фуронгий. Първата серия се дели на 2 етажа – фортуний и етаж 2, втората – на етаж 3 и етаж 4, третата – на етаж 5, друмий и гужангий и четвъртата – на пейбий, джангшаний и етаж 10.
| Период    | Серия     | Етаж        | млн. години   |
| --------- | --------- | ----------- | ------------- |
| Ордовик   | Франконий | Тремадокий  | младши        |
| Камбрий   | Фуронгий  | етаж 10     | 489,5 – 485,4 |
| Камбрий   | Фуронгий  | Джиангшаний | 494 – 489,5   |
| Камбрий   | Фуронгий  | Пейбий      | 497 – 494     |
| Камбрий   | Серия 3   | Гужангий    | 500,5 – 497   |
| Камбрий   | Серия 3   | Друмий      | 504,5 – 500,5 |
| Камбрий   | Серия 3   | Етаж 5      | 509 – 504,5   |
| Камбрий   | Серия 2   | Етаж 4      | 514 – 509     |
| Камбрий   | Серия 2   | Етаж 3      | 521 – 514     |
| Камбрий   | Терановий | Етаж 2      | 529 – 521     |
| Камбрий   | Терановий | Фортуний    | 541 – 529     |
| Едиакарий | Едиакарий | Едиакарий   | старши        |

## Обща характеристика
Камбрийските наслаги са много широко разпространени и са известни във всички континенти. Най-широко са представени морските наслаги от долния камбрий, съответстващи по време на обширните морски трансгресии, когато голяма част от съвременните континенти са били покрити с топли морета и богата фауна. На базата на фациалния анализ се предполага, че температурата на водата в моретата покриващи днешен Сибир не е падала под 25°С. Характерна особеност за органичните пластове от ранния карбон била широкото развитие на морски червеноцветни карбонатни скали и натрупването на мощни пластове от сол. През това време започва масова миграция на фауната, в резултат от което в регионите, отдалечени един от друг (например Сибир и Австралия), се откриват близки съобщества от изкопаеми организми. През средния карбон се наблюдава значително съкращаване на морските басейни, продължаващо и в началото на късния камбрий. Вероятно, и в средния и в късния камбрий става много съществена, отколкото в ранния камбрий, климатична диференциация, довела до образуването на биогеографските провинции. В пластовете от горния камбрий за първи път са установени достоверни лагунни червеноцветни седименти. Главните тектонски структури възникнали още в докамбрия, продължили да съществуват и през камбрия.
Структурните елементи на платформите и геосинклиналите (синеклизи, антеклизи, синклинории, атиклринории), формирани още в края на рифея, през долния камбрий съхраняват своята конфигурация. Само от средния камбрий, в резултат от активизацията на тектонските движения в много региони (особено в нагънатите области в Южен Сибир) структурният план съществено се еизменя. Усилването на тектонските движения довежда до това, че в много от случаите разрезите от средния и горния камбрий са много по-фрагментарни, отколкото от долния. В геосинклиналните области заедно с нормалното напластяване с органични наслаги се формират и мощни слоеве от ефузивни скали, преди всичко с основен състав. Интрузивните скали са представени от разнообразни по състав скали, от ултраосновни до кисели, а в платформите се откриват много малки диабазови тела.

## Органичен свят
През камбрийският период за първи път в геоложката история на Земята се появяват скелетни организми, отначало археоциати, гастроподи, радиоларии, морски гъби, брахиоподи, а по-късно трилобити, остракоди, чревно-ивичести и др. Към края на камбрия са били представени почти всички типове животински царства. За най-ранния етап (фортуний) са характерни обилни фосили с фосфатни скелети (хиолителминти, томотиди и др.). Най-характерните животни през ранния камбрий в моретата са били трилобитите и археоциатите, по които се извършва разчленението на наслагите по време. Преобладават трилобитите от семействата на Olenelloidea, Eodiscidea и Redlicheoidea. В значителни количества присъстват морски гъби, раменоноги, хиолити, коремоноги мекотели, червеи, по-рядко чревноивичести (хидроконозоа, строматопороидеи, сцифоидни и протомедузи), моноплакофори, двучерупчести мекотели и много примитивни главоноги. Има много синьозелените и червени водорасли. Широко развитие получава микрофитопланктона (акритархи), по фосилите на който се прави разчленяване на раннокамбрийските теригенни наслаги в Източноевропейската платформа. Към края на ранния камбрий става практически пълното измиране на археоциатите, за сметка на нарастването на количеството на брахиоподите. В късния камбрий се появяват табулятите и граптолитите. Много голяма роля продължават да играят трилобитите (Dikelacephaloidea, Ptichoparioidea и др.). Докато животът в моретата е бил в разцвет, сушата е била почти необитаема с нищо повече от някои микроорганизми. С изключение на няколко несигурни доказателства за животни излезли на сушата, повечето от континентите са били пусти и неприветливи.

### Характерни обитатели на камбрийските морета
- Разнообразни динокариди.
горе: аномалокарис, опабиния;
Долу: Pambdelurion, Kerygmachela.
- пикайя (Pikaia gracilens)
- халюцигения (Hallucigenia)
- виваксия (Wiwaxia)
- Размери на някои представители (шистова фауна на Бьорджис)

## Полезни изкопаеми
С камбрийските теригенни наслаги са свързани големите находища на фосфорити (Казахстан, Монголия, Китай и др.), някои находища на нефт (Прибалтика и др.), олово (Северна Африка), манган (Кузнецки Алатау), ванадий (Казахстан), калиеви соли (югозападната част на Сибирската платформа, Индия). Камбрийските карбонатни скали в много райони се използват за производство на цимент, в металургичната промишленост, а мраморите – като облицовъчен материал.